# یادیر پدروسو
یادیر پدروسو (اسپانیایی: Yadier Pedroso‎; ۹ ژوئن ۱۹۸۶ – ۱۶ مارس ۲۰۱۳) بازیکن بیسبال اهل کوبا بود.
وی در مسابقات کشوری و بین‌المللی در مجموع برندهٔ ۳ مدال طلا، ۲ مدال نقره، ۱ مدال برنز شده‌است.